# Tử hình ở Việt Nam
Tử hình là hình phạt hợp pháp tại Việt Nam.

## Quy định hiện hành
Hiện nay, tại Việt Nam Nghị định 82, có hiệu lực từ ngày 1/11/2011, bãi bỏ hình thức xử bắn mà thay bằng tiêm thuốc độc. Tuy nhiên nghị định này quy định rõ ba loại thuốc sử dụng cho thi hành án tử hình (Natri thiopental gây mê, Kali chloride ngưng tim, Pancuronium bromide liệt thần kinh và cơ bắp), nhưng đều là thuốc mà Việt Nam chưa sản xuất được. Các nước phương Tây lại từ chối bán thuốc độc cho Việt Nam khi biết mục đích là để thi hành án tử hình. Vì vậy, Việt Nam đã tự sản xuất thuốc sử dụng cho thi hành án tử hình từ năm 2014.
Tuy nhiên, Nghị định 82 đã hết hiệu lực vào ngày 15/04/2020 và đã được thay thế bằng Nghị định 43/2020/NĐ-CP. Nghị định 43 đã quy định rõ thuốc tiêm để sử dụng cho thi hành án tử hình bao gồm 03 loại thuốc sau:
- Thuốc làm mất tri giác;
- Thuốc làm liệt hệ vận động;
- Thuốc làm ngừng hoạt động của tim.
Theo quy định tại khoản 3 điều 82 luật thi hành án hình sự 2019, trước khi bị đưa ra thi hành án tử hình, người chấp hành án được ăn, uống, viết thư, ghi âm lời nói gửi lại thân nhân.
Tại Việt Nam, án tử hình chỉ áp dụng đối với tội phạm đặc biệt nghiêm trọng, gồm: Tội xâm phạm an ninh quốc gia/phản quốc, tội giết người, tội hiếp dâm trẻ em, tội phạm về ma túy, tội tham nhũng và tội phạm chiến tranh. Nếu được ân giảm thì chuyển thành tù chung thân. Người chưa đủ 18 tuổi, người đang mang thai hoặc nuôi con dưới 36 tháng tuổi và người quá 75 tuổi khi gây án sẽ không bị tuyên án tử hình.

### Danh sách tội có thể bị kết án tử hình
Theo Bộ luật Hình sự, các chương sau có chứa các điều khoản áp dụng cho hình phạt tử hình. 
| Chương | Điều                              |
| --- | --------------------------------- |
| XIII - Các tội xâm phạm an ninh quốc gia | 108, 109, 110, 112, 113, 114, 115 |
| XIV - Các tội xâm phạm đến tính mạng, sức khỏe, nhân phẩm, danh dự của con người                                                               | 123, 141, 142                     |
| XV - Các tội xâm phạm quyền tự do của con người, quyền tự do dân chủ của công dân                                                              | không có                          |
| XVI - Các tội xâm phạm quyền sở hữu | 168, 174                          |
| XVII - Các tội xâm phạm chế độ hôn nhân và gia đình                                                                                            | không có                          |
| XVIII - Các tội xâm phạm trật tự quản lý kinh tế                                                                                               | 188, 190, 203                     |
| XIX - Tội phạm liên quan đến môi trường | không có                          |
| XX - Tội phạm liên quan đến ma túy | 248, 249, 252                     |
| XXI - Các tội xâm phạm an toàn công cộng, trật tự công cộng                                                                                    | 282, 299                          |
| XXII - Các tội xâm phạm trật tự quản lý hành chính                                                                                             | không có                          |
| XXIII - Các tội phạm về chức vụ | 353, 354, 364                     |
| XXIV - Các tội xâm phạm hoạt động tư pháp | không có                          |
| XXV - Các tội xâm phạm nghĩa vụ, trách nhiệm của quân nhân và trách nhiệm của người phối thuộc với quân đội trong chiến đấu, phục vụ chiến đấu | 395, 399, 401                     |
| XXVI - Các tội phá hoại hòa bình, chống loài người và tội ác chiến tranh                                                                       | 421, 422, 423                     |

## Nét đặc trưng
29 điều trong Bộ luật hình sự cho phép áp dụng hình phạt tử hình như một hình phạt không bắt buộc. Các cuộc hành quyết đã từng được thực hiện bởi một đội bắn gồm bảy cảnh sát, trong đó các tử tù bị bịt mắt và trói vào cột. Hình thức xử bắn sau đó được thay thế bằng tiêm thuốc độc vào tháng 11 năm 2011 sau khi Luật Thi hành án hình sự (điều 59) được Quốc hội thông qua. Các loại thuốc được sử dụng để xử tử tù đều do các đơn vị trong nước sản xuất. Người đầu tiên bị xử tử bằng cách tiêm thuốc độc là Nguyễn Anh Tuấn . Anh này bị cáo buộc giết nhân viên trạm xăng Bùi Thị Nguyệt vào ngày 6 tháng 8 năm 2013.
Vào tháng 11 năm 2015, một bản sửa đổi với mục đích nghiêm khắc hóa án tử hình của Bộ luật Hình sự đã được thông qua. Theo các quy định mới (có hiệu lực vào ngày 1 tháng 7 năm 2016), hình phạt tử hình đã được bãi bỏ đối với bảy tội: đầu hàng kẻ thù, chống lại trật tự, phá hủy các dự án có tầm quan trọng về an ninh quốc gia, cướp, tàng trữ ma túy, chiếm đoạt ma túy và sản xuất và buôn bán thực phẩm giả. Ngoài ra, những người từ 75 tuổi trở lên cũng được miễn thi hành án. Bên cạnh đó, các quan chức bị kết án tử hình về tội tham nhũng có thể được giảm hình phạt nếu họ trả lại ít nhất 75% phần tài sản thu được từ hoạt động bất hợp pháp.
Hình phạt tử hình không được áp dụng đối với người phạm tội vị thành niên, phụ nữ mang thai và phụ nữ nuôi con dưới 36 tháng tuổi tại thời điểm phạm tội hoặc người bị kết án đang chịu xét xử. Thay vào đó, những trường hợp này sẽ lĩnh án chung thân.
Từ ngày 6 tháng 8 năm 2013 đến ngày 30 tháng 6 năm 2016, Việt Nam đã xử tử 429 người. 1.134 người đã bị kết án tử hình từ tháng 7 năm 2011 đến tháng 6 năm 2016. Số lượng người đang chờ thi hành án vẫn còn là một dấu chấm hỏi.
Hiện nay, án tử hình được thi hành theo quy định tại chương IV Luật Thi hành án hình sự 2019 số 41/2019/QH19.  

## Nhận xét
Nhà chính trị học Nga Vladimir Kolotov, Trưởng bộ môn lịch sử các nước Viễn Đông Đại học Tổng hợp St. Petersburg, cho rằng phương Tây đang lợi dụng việc "bãi bỏ án tử hình" để can thiệp vào nội bộ các nước, nhằm làm suy yếu luật pháp và an ninh các nước đó. Ông ủng hộ việc Nhà nước Việt Nam duy trì án tử hình với các loại tội phạm nghiêm trọng: 
"Tại Việt Nam, pháp luật nhà nước nghiêm khắc đang chứng minh tính hiệu quả. Không có tội phạm có tổ chức, không có khủng bố. Buôn bán ma túy tuy hiện diện ở Việt Nam như ở tất cả các nước Đông Nam Á, nhưng không có quy mô khổng lồ, ví dụ như Philippines là nơi gần 1/3 dân số là người nghiện. Nhưng khi tổng thống Philippines kiên quyết tuyên chiến với những kẻ buôn lậu ma túy thì phương Tây lại hô hào "bảo vệ quyền con người"... Giờ đây, người Anh, người Úc, người Mỹ đang lo lắng cho "quyền con người" ở Việt Nam, đặc biệt là quyền của những kẻ buôn ma túy thường bị kết án tử hình. Cần nhắc rằng, chính người Anh đã đem nha phiến vào Trung Quốc và biến quốc gia này thành con nghiện khổng lồ, còn sản xuất ma túy ở Afghanistan đã tăng gấp nhiều lần sau khi người Mỹ đem quân đánh đổ chính quyền Taliban tại đây...
Việt Nam cần tiến hành chính sách bảo vệ an ninh quốc gia và trừng phạt nghiêm khắc những tội phạm nghiêm trọng theo Luật Hình sự được Quốc hội thông qua. Chấp nhận để phương Tây dẫn dắt và bãi bỏ án tử hình, Việt Nam lập tức sẽ đối đầu với sự gia tăng tổn thất sinh mạng do tội phạm hình sự, làn sóng tội phạm ma túy và tham nhũng, là thực tế mà chúng ta đã chứng kiến ở nhiều quốc gia và đáng tiếc là cả ở Nga"
Luật pháp Việt Nam quy định không tuyên án tử hình với người dưới 18 tuổi , người đang mang thai hoặc nuôi con dưới 36 tháng tuổi và người trên 75 tuổi. Hiện nay, sau một số vụ trọng án nhưng không bị tuyên án tử hình do chưa đủ 18 tuổi (ví dụ như Vụ án Lê Văn Luyện giết 3 người), có nhiều dư luận tại Việt Nam đề nghị cần hạ độ tuổi không bị tuyên án tử hình.